# اليكس راي
اليكس راي (بالإنجليزية: Alex Rae)‏ (30 سبتمبر 1969 بغلاسكو في المملكة المتحدة - ) هو لاعب كرة قدم بريطاني في مركز الوسط. شارك مع منتخب اسكتلندا تحت 21 سنة لكرة القدم. أما مع النوادي، فقد لعب مع ميلتون كينز دونز ونادي رينجرز ونادي سندرلاند ونادي فالكيرك ونادي ميلوول ووولفرهامبتون واندررز ونادي دندي.

## وصلات خارجية
- اليكس راي على موقع قاعدة بيانات كرة القدم.إي يو (الإنجليزية)
- اليكس راي على موقع Soccerbase.com (لاعب) (الإنجليزية)
- اليكس راي على موقع Soccerbase.com (مدرب) (الإنجليزية)
- اليكس راي على موقع عالم كرة القدم.نت (الإنجليزية)